# Grand Prix-wegrace van Portugal 1987
De Grand Prix-wegrace van Portugal 1987 was de dertiende Grand Prix van het wereldkampioenschap wegrace in het seizoen 1987. De races werden verreden op 13 september 1987 op het Circuito Permanente del Jarama nabij San Sebastián de los Reyes in Spanje, hemelsbreed 275 km van de Portugese grens. Alle soloklassen kwamen aan de start, het seizoen van de zijspanklasse was al beëindigd. De 80cc-klasse en de 125cc-klasse reden hun laatste races van het seizoen, maar deze wereldtitels waren al voor aanvang beslist. De wereldtitel in de 250cc-klasse werd in deze Grand Prix beslist. 

## Algemeen
De Grand Prix van Portugal was feitelijk een verkapte, tweede Grand Prix van Spanje. Officieel wilde Portugal een GP organiseren, zonder geld om garant te staan voor de organisatie, en zonder geschikt circuit. Het was dan ook (officieel) de bedoeling om het seizoen 1988 wél in Portugal te rijden, maar dat zou pas gebeuren in 2000 op het Autódromo do Estoril. In vergelijking met het Circuito Permanente de Jerez was de organisatie in Jarama slecht. Door een hittegolf was het zeer warm, maar de privérijders stonden op een kale zandvlakte, lange tijd verstoken van elektriciteit en water. Het rennerskwartier was veel te klein en daardoor overvol en brandgevaarlijk. De sanitaire voorzieningen werden niet schoongemaakt en na enkele dagen waren ze praktisch onbruikbaar. Het publiek stak strobalen in brand, de baancommissarissen waren de eersten die vuurwerk begonnen af te steken en onder hun ogen lieten toeschouwers zich vlak langs de baan fotograferen op de Yamaha YZR 500 van de gevallen Tadahiko Taira. Een politieagent die wilde optreden tegen de misstanden moest daarvan afzien toen er blikjes en flessen vanaf de tribune gegooid werden. Aan het einde van de racedag viel de stroom uit en water was nergens meer te krijgen. 

## 500cc-klasse

### De training
Opnieuw hadden de Honda's het moeilijk om hun overschot aan vermogen over te brengen op het bochtige circuit van Jarama. Daar kwam nog bij dat Wayne Gardner in de laatste training zijn beste motorfiets bij een val beschadigde. Randy Mamola zette de beste tijd, ongetwijfeld geholpen dat hij een week eerder nog voor Dunlop op Jarama getest had. Kevin Magee reed zijn derde race van het seizoen voor Yamaha en kwalificeerde zich knap als vijfde. 

#### Trainingstijden
| Pos | Coureur          | Merk                        | Tijd     |
| --- | ---------------- | --------------------------- | -------- |
| 1.  | Randy Mamola     | Roberts-Lucky Strike-Yamaha | 1"27'648 |
| 2.  | Wayne Gardner    | Rothmans-HRC-Honda          | 1"27'910 |
| 3.  | Eddie Lawson     | Agostini-Marlboro-Yamaha    | 1"28'143 |
| 4.  | Christian Sarron | Gauloises-Sonauto-Yamaha    | 1"28'260 |
| 5.  | Kevin Magee      | Yamaha                      | 1"28'270 |
| 6.  | Tadahiko Taira   | Agostini-Marlboro-Yamaha    | 1"28'434 |
| 7.  | Niall Mackenzie  | Gallina-HB-HRC-Honda        | 1"28'549 |
| 8.  | Rob McElnea      | Agostini-Marlboro-Yamaha    | 1"28'746 |
| 9.  | Raymond Roche    | Bastos-Cagiva               | 1"29'317 |
| 10. | Roger Burnett    | Rothmans-HRC-Honda          | 1"29'338 |

### De race
Randy Mamola had de beste start in Jarama, maar hij moest meteen de strijd aangaan met Wayne Gardner en Eddie Lawson. Toen Lawson net de leiding had overgenomen verloor Mamola de aansluiting bij het passeren van een achterblijver. Gardner kreeg motorische problemen en begon terug te vallen, maar Mamola verremde zich bij de achtervolging van Lawson en viel terug naar de derde plaats achter Kevin Magee. Die begreep de belangen van zijn broodheer (Kenny Roberts) en hield in de laatste twee ronden in zodat Mamola hem kon passeren. Magee reed naar het podium in zijn eerste droge race, en dat terwijl hij slecht gestart was, evenals Niall Mackenzie, die zesde werd. Ron Haslam scoorde de eerste punten voor de ELF 4. 

#### Uitslag 500cc-klasse
| Pos | Coureur             | Merk                        | Tijd      | Grid | Punten |
| --- | ------------------- | --------------------------- | --------- | ---- | ------ |
| 1   | Eddie Lawson        | Agostini-Marlboro-Yamaha    | 55"20'66  | 3    | 15     |
| 2   | Randy Mamola        | Roberts-Lucky Strike-Yamaha | +9'30     | 1    | 12     |
| 3   | Kevin Magee         | Yamaha                      | +9'71     | 5    | 10     |
| 4   | Wayne Gardner       | Rothmans-HRC-Honda          | +19'24    | 2    | 8      |
| 5   | Christian Sarron    | Gauloises-Sonauto-Yamaha    | +41'69    | 4    | 6      |
| 6   | Niall Mackenzie     | Gallina-HB-HRC-Honda        | +1"02'39  | 7    | 5      |
| 7   | Pierfrancesco Chili | Gallina-HB-HRC-Honda        | +1"14'38  | 11   | 4      |
| 8   | Shunji Yatsushiro   | Rothmans-HRC-Honda          | +1"26'93  | 14   | 3      |
| 9   | Ron Haslam          | ELF                         | +1 ronde  | 16   | 2      |
| 10  | Gustav Reiner       | Hein Gericke-Honda          | +1 ronde  | 17   | 1      |
| 11  | Bruno Kneubühler    | Honda                       | +1 ronde  | 24   |        |
| 12  | Wolfgang von Muralt | Suzuki                      | +1 ronde  | 23   |        |
| 13  | Ray Swann           | Honda                       | +1 ronde  | 22   |        |
| 14  | Simon Buckmaster    | Duckhams-Honda              | +1 ronde  | 25   |        |
| 15  | Henny Boerman       | Honda                       | +2 ronden | 27   |        |
| 16  | Ian Pratt           | Suzuki                      | +3 ronden | 30   |        |
| 17  | Gerhard Vogt        | Suzuki                      | +4 ronden | 33   |        |
| 18  | Vincenzo Cascino    | Suzuki                      | +5 ronden | 32   |        |

#### Niet gefinished
| Coureur            | Merk                        | Oorzaak         | Grid |
| ------------------ | --------------------------- | --------------- | ---- |
| Didier de Radiguès | Bastos-Cagiva               | Versnellingsbak | 13   |
| Rob McElnea        | Agostini-Marlboro-Yamaha    | Val             | 8    |
| Larry Vacondio     | Suzuki                      |                 | 31   |
| Roger Burnett      | Rothmans-HRC-Honda          |                 | 10   |
| Raymond Roche      | Bastos-Cagiva               | Detonatie       | 9    |
| Alessandro Valesi  | Iberna-Honda                |                 | 19   |
| Marco Gentile      | Lucky Strike-Fior-Honda     |                 | 21   |
| Christoph Bürki    | Honda                       |                 | 29   |
| Fabio Barchitta    | Honda                       |                 | 20   |
| Fabio Biliotti     | Honda                       |                 | 15   |
| Mike Baldwin       | Roberts-Lucky Strike-Yamaha | Opgave          | 12   |
| Tadahiko Taira     | Agostini-Marlboro-Yamaha    | Val             | 6    |
| Hervé Guilleux     | Fior-SNCF-Honda             |                 | 26   |
| Daniel Amatriaín   | Honda                       |                 | 18   |
| Tony Carey         | Suzuki                      |                 | 34   |

#### Niet gestart
| Coureur         | Merk      | Grid | Oorzaak  |
| --------------- | --------- | ---- | -------- |
| Maarten Duyzers | HDJ-Honda | 28   | Blessure |

#### Niet deelgenomen
| Coureur         | Merk                        | Oorzaak      |
| --------------- | --------------------------- | ------------ |
| Freddie Spencer | HRC-Honda                   | Gezondheid   |
| Richard Scott   | Roberts-Lucky Strike-Yamaha |              |
| Kenny Irons     | Heron-Suzuki                | Geen machine |
| Kevin Schwantz  | Suzuki                      | Geen machine |

### Top tien tussenstand 500cc-klasse
| Pos | Coureur             | Merk                        | Ptn |
| --- | ------------------- | --------------------------- | --- |
| 1   | Wayne Gardner       | Rothmans-HRC-Honda          | 153 |
| 2   | Randy Mamola        | Roberts-Lucky Strike-Yamaha | 136 |
| 3   | Eddie Lawson        | Agostini-Marlboro-Yamaha    | 130 |
| 4   | Ron Haslam          | ELF-HRC-Honda / ELF         | 71  |
| 5   | Niall Mackenzie     | Gallina-HB-HRC-Honda        | 54  |
| 6   | Tadahiko Taira      | Agostini-Marlboro-Yamaha    | 49  |
| 7   | Christian Sarron    | Gauloises-Sonauto-Yamaha    | 46  |
| 8   | Pierfrancesco Chili | Gallina-HB-HRC-Honda        | 43  |
| 9   | Rob McElnea         | Agostini-Marlboro-Yamaha    | 39  |
| 10  | Shunji Yatsushiro   | Rothmans-HRC-Honda          | 27  |

## 250cc-klasse

### De training
Ook in de 250cc-klasse kwamen de fabrieks-Honda's niet uit de verf. Lokale coureur Juan Garriga reed met zijn Yamaha YZR 250 de snelste tijd, gevolgd door merkgenoten Martin Wimmer en Patrick Igoa. Zelfs Jean-François Baldé was met zijn Defi-Rotax (het blok kwam uit de 1986-Aprilia) sneller dan de Honda's. WK-leiders Reinhold Roth en Toni Mang stonden op de zevende en de achtste startplaats.

#### Trainingstijden
| Pos | Coureur             | Merk                           | Tijd     |
| --- | ------------------- | ------------------------------ | -------- |
| 1.  | Juan Garriga        | Ducados-Yamaha                 | 1"29'023 |
| 2.  | Martin Wimmer       | Agostini-Marlboro-Yamaha       | 1"29'806 |
| 3.  | Patrick Igoa        | Gauloises-Sonauto-Yamaha       | 1"29'856 |
| 4.  | Jean-François Baldé | Defi-Rotax                     | 1"30'154 |
| 5.  | Carlos Cardús       | Nieto-Ducados-HRC-Honda        | 1"30'276 |
| 6.  | Stéphane Mertens    | Katayama-Armstrong-HRC-Honda   | 1"30'512 |
| 7.  | Reinhold Roth       | HB-Römer-HRC-Honda             | 1"30'533 |
| 8.  | Toni Mang           | Rothmans-HRC-Honda Deutschland | 1"30'627 |
| 9.  | Dominique Sarron    | Rothmans-HRC-Honda             | 1"30'629 |
| 10. | Loris Reggiani      | Aprilia-Rotax                  | 1"30'760 |

### De race
Als Toni Mang deze race zou winnen en Reinhold Roth zou niet verder komen dan de derde plaats dan was Mang wereldkampioen voordat het GP-circus de oversteek naar Zuid-Amerika zou maken. De overmacht van de Yamaha's in de training kwam aanvankelijk niet uit de verf: Honda-rijders Roth, Mang en Dominique Sarron streden om de leiding, terwijl juist Martin Wimmer en Luca Cadalora ver terugvielen. Toch wist Juan Garriga Mang te passeren, terwijl Roth terug begon te vallen. Mang wist de leiding terug te pakken en daarmee was de situatie voor hem ideaal: als Roth slechts derde werd was Mang wereldkampioen. Roth, met zijn schouder in verband door een sleutelbeenbreuk, viel steeds verder terug en werd slechts zevende en Mang vierde zijn vijfde wereldtitel.

#### Uitslag 250cc-klasse
| Pos | Coureur              | Merk                           | Tijd     | Grid | Punten |
| --- | -------------------- | ------------------------------ | -------- | ---- | ------ |
| 1   | Toni Mang            | Rothmans-HRC-Honda Deutschland | 47"31'33 | 8    | 15     |
| 2   | Juan Garriga         | Ducados-Yamaha                 | +0'79    | 1    | 12     |
| 3   | Martin Wimmer        | Agostini-Marlboro-Yamaha       | +4'60    | 2    | 10     |
| 4   | Patrick Igoa         | Gauloises-Sonauto-Yamaha       | +6'81    | 3    | 8      |
| 5   | Sito Pons            | Campsa-HRC-Honda               | +8'93    | 11   | 6      |
| 6   | Jean-François Baldé  | Defi-Rotax                     | +14'71   | 4    | 5      |
| 7   | Reinhold Roth        | HB-Römer-HRC-Honda             | +14'96   | 7    | 4      |
| 8   | Dominique Sarron     | Rothmans-HRC-Honda             | +21'43   | 9    | 3      |
| 9   | Luca Cadalora        | Agostini-Marlboro-Yamaha       | +25'64   | 13   | 2      |
| 10  | Manfred Herweh       | Levior-Honda                   | +39'84   | 12   | 1      |
| 11  | Stéphane Mertens     | Katayama-Armstrong-HRC-Honda   | +41'22   | 6    |        |
| 12  | Stefano Caracchi     | Honda                          | +41'41   | 15   |        |
| 13  | Jean-Philippe Ruggia | Gauloises-Sonauto-Yamaha       | +41'67   | 22   |        |
| 14  | Jean-Michel Mattioli | Yamaha                         | +42'43   | 18   |        |
| 15  | Maurizio Vitali      | FMI-Garelli                    | +49'30   | 19   |        |
| 16  | Guy Bertin           | Honda                          | +1"00'91 | 25   |        |
| 17  | Alberto Puig         | JJ Cobas-Rotax                 | +1"09'73 | 27   |        |
| 18  | Alberto Rota         | Honda                          | +1"13'78 | 24   |        |
| 19  | René Delaby          | Yamaha                         | +1"16'21 | 30   |        |
| 20  | Bernard Haenggeli    | Yamaha                         | +1"18'49 | 32   |        |
| 21  | Alain Bronec         | Honda                          | +1 ronde | 35   |        |
| 22  | Christian Boudinot   | Fior                           | +1 ronde | 21   |        |
| 23  | Marcello Iannetta    | Yamaha                         | +1 ronde | 34   |        |

#### Niet gefinished
| Coureur            | Merk                    | Oorzaak | Grid |
| ------------------ | ----------------------- | ------- | ---- |
| Carlos Cardús      | Nieto-Ducados-HRC-Honda | Val     | 5    |
| Loris Reggiani     | Aprilia-Rotax           | Val     | 10   |
| Iván Palazzese     | Yamaha                  |         | 14   |
| Donnie McLeod      | EMC-Rotax               |         | 16   |
| Fausto Ricci       | Honda                   |         | 17   |
| Urs Luzi           | Parisienne-HRC-Honda    |         | 20   |
| Harald Eckl        | Honda                   |         | 23   |
| Javier Cardelús    | JJ Cobas-Rotax          |         | 26   |
| Bruno Bonhuil      | Honda                   |         | 28   |
| Juan López Mella   | Yamaha                  |         | 33   |
| Carlos Lavado      | HB-Venemotos-Yamaha     | Opgave  | 29   |
| Jean Foray         | Yamaha                  |         | 31   |
| Gerard van der Wal | Assmex-Rotax            | Val     | 36   |

#### Niet gekwalificeerd
| Coureur        | Merk  |
| -------------- | ----- |
| Antonio Garcia | Honda |
| Pedro Ortega   | Honda |
| Ruben del Rio  | Honda |
| Hervé Duffard  | Honda |
| Nicolas Glez   | Honda |
| Pedro Lozano   | Honda |

#### Niet deelgenomen
| Coureur       | Merk                 | Oorzaak   |
| ------------- | -------------------- | --------- |
| Jacques Cornu | Parisienne-HRC-Honda | Blessures |

### Top tien tussenstand 250cc-klasse
| Pos | Coureur                    | Merk                           | Ptn |
| --- | -------------------------- | ------------------------------ | --- |
| 1   | Toni Mang (wereldkampioen) | Rothmans-HRC-Honda Deutschland | 132 |
| 2   | Reinhold Roth              | HB-Römer-HRC-Honda             | 95  |
| 3   | Sito Pons                  | Campsa-HRC-Honda               | 81  |
| 4   | Dominique Sarron           | Rothmans-HRC-Honda             | 70  |
| 5   | Loris Reggiani             | Aprilia-Rotax                  | 65  |
| 6   | Martin Wimmer              | Agostini-Marlboro-Yamaha       | 61  |
| 7   | Carlos Cardús              | Nieto-Ducados-HRC-Honda        | 54  |
| 8   | Jacques Cornu              | Parisienne-HRC-Honda           | 50  |
| 8   | Luca Cadalora              | Agostini-Marlboro-Yamaha       | 50  |
| 10  | Juan Garriga               | Ducados-Yamaha                 | 41  |

## 125cc-klasse

### De training
Ook in deze training was Fausto Gresini de snelste, terwijl de enige coureur de hem écht zou kunnen bedreigen, teamgenoot Bruno Casanova, in Italië was gebleven om te herstellen van zijn enkelblessure. Gresini kwam in de training echter wel ten val, maar kon gewoon aan de race deelnemen.

#### Trainingstijden
| Pos | Coureur            | Merk               | Tijd     |
| --- | ------------------ | ------------------ | -------- |
| 1.  | Fausto Gresini     | FMI-Garelli        | 1"33'125 |
| 2.  | August Auinger     | Bartol-MBA         | 1"34'384 |
| 3.  | Domenico Brigaglia | Pileri-AGV-LCR-MBA | 1"34'805 |
| 4.  | Lucio Pietroniro   | Johnson-MBA        | 1"34'848 |
| 5.  | Paolo Casoli       | Pileri-AGV-LCR-MBA | 1"35'311 |
| 6.  | Pier Paolo Bianchi | MBA                | 1"35'595 |
| 7.  | Olivier Liégeois   | Assmex-MBA         | 1"36'217 |
| 8.  | Ezio Gianola       | FMI-Honda          | 1"36'327 |
| 9.  | Mike Leitner       | MBA                | 1"36'435 |
| 10. | Hubert Abold       | Honda              | 1"36'565 |

### De race
Fausto Gresini was uiteraard vastbesloten om met de overwinning in Jarama zijn seizoen perfect af te sluiten, want hij had tot nu toe alle (10) races gewonnen. Hij duldde Paolo Casoli vijf ronden lang aan de leiding, maar ging er daarna samen met August Auinger vandoor. In de achtervolgende groep viel Pier Paolo Bianchi, maar even later viel ook koploper Gresini in achtervolging op Auinger. Die wist niet dat Gresini weg was, reed op volle snelheid door en hij viel een ronde later ook. Hetzelfde deden Andrés Sánchez, Johnny Wickström en Olivier Liégeois, waardoor het voor Casoli niet meer moeilijk was om zijn eerste overwinning te scoren, voor Domenico Brigaglia en Lucio Pietroniro, die voor het eerst het podium haalde. 

#### Uitslag 125cc-klasse
| Pos | Coureur                | Merk               | Tijd      | Grid | Punten |
| --- | ---------------------- | ------------------ | --------- | ---- | ------ |
| 1   | Paolo Casoli           | Pileri-AGV-LCR-MBA | 44"23'15  | 5    | 15     |
| 2   | Domenico Brigaglia     | Pileri-AGV-LCR-MBA | +8'89     | 3    | 12     |
| 3   | Lucio Pietroniro       | Johnson-MBA        | +32'53    | 4    | 10     |
| 4   | Mike Leitner           | MBA                | +1"00'80  | 9    | 8      |
| 5   | Ezio Gianola           | FMI-Honda          | +1"18'41  | 8    | 6      |
| 6   | Gastone Grassetti      | MBA                | +1"18'60  | 12   | 5      |
| 7   | Jean-Claude Selini     | MBA                | +1"27'92  | 15   | 4      |
| 8   | Adi Stadler            | MBA                | +1"28'46  | 14   | 3      |
| 9   | Iván Troisi            | MBA                | +1"28'94  | 20   | 2      |
| 10  | Thierry Feuz           | LCR-MBA            | +1"36'10  | 17   | 1      |
| 11  | Willy Pérez            | MBA                | +1 ronde  | 26   |        |
| 12  | Håkan Olsson           | MBA                | +1 ronde  | 21   |        |
| 13  | Bady Hassaine          | MBA                | +1 ronde  | 29   |        |
| 14  | Allan Scott            | EMC-Rotax          | +1 ronde  | 22   |        |
| 15  | Robin Appleyard        | MBA                | +1 ronde  | 27   |        |
| 16  | Manuel Hernández       | Beneti             | +1 ronde  | 16   |        |
| 17  | Antonio Oliveros       | MBA                | +1 ronde  | 30   |        |
| 18  | Helmut Hovenga         | Seel               | +2 ronden | 33   |        |
| 19  | Thomas Møller Pedersen | MBA                | +2 ronden | 32   |        |
| 20  | Paul Bordes            | MBA                | +2 ronden | 35   |        |
| 21  | Robin Milton           | MBA                | +3 ronden | 31   |        |
| 22  | Jacques Hutteau        | MBA                | +3 ronden | 25   |        |

#### Niet gefinished
| Coureur              | Merk                   | Oorzaak | Grid |
| -------------------- | ---------------------- | ------- | ---- |
| Fausto Gresini       | FMI-Garelli            | Val     | 1    |
| August Auinger       | Bartol-MBA             | Val     | 2    |
| Pier Paolo Bianchi   | MBA                    | Val     | 6    |
| Olivier Liégeois     | Assmex-MBA             | Val     | 7    |
| Hubert Abold         | Honda                  |         | 10   |
| Andrés Sánchez       | Pileri-Ducados-LCR-MBA | Val     | 11   |
| Johnny Wickström     | MBA                    | Val     | 13   |
| Heinz Lüthi          | Honda                  |         | 18   |
| Jussi Hautaniemi     | Pennzoil-LCR-MBA       |         | 19   |
| Esa Kytölä           | MBA                    |         | 23   |
| Flemming Kistrup     | MBA                    |         | 24   |
| Christian Le Badezet | MBA                    |         | 28   |
| Juan Fombuena        | MBA                    |         | 36   |
| Nicolas Glez         | JJ Cobas-Rotax         |         | 34   |

#### Niet gekwalificeerd
| Coureur           | Merk |
| ----------------- | ---- |
| Juan Miguel Munoz | MBA  |
| Daniel Mateos     | MBA  |
| Javier Navarro    | MBA  |
| Joaquin Alos      | MBA  |

#### Niet deelgenomen
| Coureur        | Merk        | Oorzaak  |
| -------------- | ----------- | -------- |
| Bruno Casanova | FMI-Garelli | Blessure |

### Top tien eindstand 125cc-klasse
| Pos. | Coureur            | Team/merk              | Ptn. |
| ---- | ------------------ | ---------------------- | ---- |
| 1    | Fausto Gresini     | FMI-Garelli            | 150  |
| 2    | Bruno Casanova     | FMI-Garelli            | 88   |
| 3    | Paolo Casoli       | Pileri-AGV-LCR-MBA     | 61   |
| 4    | Domenico Brigaglia | Pileri-AGV-LCR-MBA     | 58   |
| 5    | August Auinger     | Bartol-MBA             | 54   |
| 6    | Ezio Gianola       | FMI-Honda              | 45   |
| 7    | Pier Paolo Bianchi | MBA                    | 43   |
| 8    | Andres Sánchez     | Pileri-Ducados-LCR-MBA | 40   |
| 9    | Lucio Pietroniro   | Johnson-MBA            | 32   |
| 10   | Mike Leitner       | MBA                    | 32   |

## 80cc-klasse

### De training
Derbi greep deze tweede Spaanse GP aan om haar twee succesvolle EK-rijders Àlex Crivillé en Julián Miralles weer een kans te geven. Miralles stond na zijn tweede plaats in de GP van Spanje nog steeds in de top tien van de wereldranglijst en Crivillé stond op de gedeelde elfde plaats. Zij zouden voor extra tegenstand kunnen zorgen om Manuel Herreros te helpen zijn tweede plaats te verdedigen tegen Krauser-coureur Gerhard Waibel. Crivillé bezette de tweede startplaats, Miralles de tiende.

#### Trainingstijden
| Pos | Coureur           | Merk                | Tijd     |
| --- | ----------------- | ------------------- | -------- |
| 1.  | Jorge Martínez    | Nieto-Ducados-Derbi | 1"37'029 |
| 2.  | Àlex Crivillé     | Marlboro-Derbi      | 1"38'605 |
| 3.  | Manuel Herreros   | Nieto-Ducados-Derbi | 1"39'001 |
| 4.  | Stefan Dörflinger | LCR-Krauser         | 1"39'027 |
| 5.  | Hubert Abold      | Krauser             | 1"39'666 |
| 6.  | Gerhard Waibel    | LCR-Krauser         | 1"39'728 |
| 7.  | Jörg Seel         | Seel                | 1"39'948 |
| 8.  | Luis Miguel Reyes | Campsa-Autisa       | 1"40'025 |
| 9.  | Ian McConnachie   | LCR-Krauser         | 1"40'207 |
| 10. | Julián Miralles   | Marlboro-Derbi      | 1"40'285 |

### De race
Jorge Martínez probeerde het tempo in het begin van de race laag te houden om zijn Derbi-collega's naar voren te helpen. Ian McConnachie was het daar niet mee eens, passeerde Martínez maar kwam vervolgens ten val. Het lukte om Crivillé op de tweede plaats te krijgen, maar toen begaf zijn machine het. Nu kwam Luis Miguel Reyes op de tweede positie, maar zijn Autisa ging ook stuk, waardoor Manuel Herreros uiteindelijk zelf tweede werd, voor Gerhard Waibel. Daarmee was de missie voor Derbi geslaagd: de tweede plaats in het wereldkampioenschap was voor Herreros. 

#### Uitslag 80cc-klasse
| Pos | Coureur            | Merk                | Tijd      | Grid | Punten |
| --- | ------------------ | ------------------- | --------- | ---- | ------ |
| 1   | Jorge Martínez     | Nieto-Ducados-Derbi | 36"38'69  | 1    | 15     |
| 2   | Manuel Herreros    | Nieto-Ducados-Derbi | +11'78    | 3    | 12     |
| 3   | Gerhard Waibel     | LCR-Krauser         | +12'40    | 6    | 10     |
| 4   | Hubert Abold       | Krauser             | +22'90    | 5    | 8      |
| 5   | Stefan Dörflinger  | LCR-Krauser         | +26'49    | 4    | 6      |
| 6   | Jörg Seel          | Seel                | +33'85    | 7    | 5      |
| 7   | Juan Ramón Bolart  | Krauser             | +52'920   | 13   | 4      |
| 8   | Paolo Priori       | Krauser             | +57'77    | 15   | 3      |
| 9   | Julián Miralles    | Marlboro-Derbi      | +1"12'07  | 10   | 2      |
| 10  | Herri Torrontegui  | JJ Cobas-Rotax      | +1"20'37  | 14   | 1      |
| 11  | Hans Spaan         | JVC-HuVo-Casal      | +1"25'65  | 11   |        |
| 12  | Josef Fischer      | LCR-Krauser         | +1"40'53  | 16   |        |
| 13  | Reiner Koster      | Kroko               | +1"41'95  | 19   |        |
| 14  | Günter Schirnhofer | Krauser             | +1"43'80  | 17   |        |
| 15  | Wilco Zeelenberg   | Casal               | +1 ronde  | 22   |        |
| 16  | Theo Timmer        | JVC-HuVo-Casal      | +1 ronde  | 21   |        |
| 17  | Lionel Robert      | SPR                 | +1 ronde  | 29   |        |
| 18  | Chris Baert        | Seel                | +1 ronde  | 27   |        |
| 19  | Raimo Lipponen     | Krauser             | +1 ronde  | 25   |        |
| 20  | Juan Esteve        | Autisa              | +1 ronde  | 30   |        |
| 21  | Serge Julin        | Casal               | +2 ronden | 18   |        |
| 22  | Joaquin Alos       | Yamaha              | +2 ronden | 32   |        |
| 23  | Jacques Bernard    | Casal               | +3 ronden | 26   |        |

#### Niet gefinished
| Coureur           | Merk           | Oorzaak | Grid |
| ----------------- | -------------- | ------- | ---- |
| Felix Rodríguez   | JJ Cobas-Rotax |         | 23   |
| Luis Miguel Reyes | Campsa-Autisa  | Motor   | 8    |
| Alex Barros       | Arbizu-Casal   |         | 12   |
| Àlex Crivillé     | Marlboro-Derbi | Motor   | 2    |
| Stuart Edwards    | Casal          |         | 31   |
| Ian McConnachie   | LCR-Krauser    | Val     | 9    |
| Paul Bordes       | RB             |         | 28   |
| Javier Debón      | Autisa         |         | 24   |
| José Saez         | Autisa         |         | 20   |

#### Niet gekwalificeerd
| Coureur               | Merk   |
| --------------------- | ------ |
| José-Luis Sangrador   | Casal  |
| Elias Durendez        | Autisa |
| Severo Calleja        | Casal  |
| Jean-François Verdier | Derbi  |

### Top tien eindstand 80cc-klasse
| Pos. | Coureur           | Team/merk           | Ptn. |
| ---- | ----------------- | ------------------- | ---- |
| 1    | Jorge Martínez    | Nieto-Ducados-Derbi | 129  |
| 2    | Manuel Herreros   | Nieto-Ducados-Derbi | 86   |
| 3    | Gerhard Waibel    | LCR-Krauser         | 82   |
| 4    | Stefan Dörflinger | LCR-Krauser         | 75   |
| 5    | Ian McConnachie   | LCR-Krauser         | 53   |
| 6    | Jörg Seel         | Seel                | 38   |
| 7    | Hubert Abold      | Krauser             | 33   |
| 8    | Luis Miguel Reyes | Campsa-Autisa       | 31   |
| 9    | Josef Fischer     | LCR-Krauser         | 19   |
| 10   | Julián Miralles   | Marlboro-Derbi      | 18   |

## Trivia

### Richard Scott
De Nieuw-Zeelander Richard Scott was het seizoen als privérijder begonnen met een Honda RS 500. Tijdens zijn allereerste race was hij als tiende gefinisht en vanaf de GP van Oostenrijk verving hij de geblesseerde Mike Baldwin bij Roberts-Lucky Strike-Yamaha. Hij werd negende in de GP van Joegoslavië maar scoorde daarna geen punten meer. Nu Baldwin weer fit genoeg was mocht Scott vertrekken. Hij had zijn RS 500 productieracer nog, maar bleef in zijn tijdelijke huis in Engeland. 

### Laatste tweecilinders
De 125cc-tweecilinders reden in Jarama hun laatste race. Met ingang van het seizoen 1988 werden in de 125cc-klasse alleen nog eencilinders toegestaan. Voor de privérijders betekende dat een kostenpost, want er zou in 1988 geen concurrentie zijn: alleen Honda leverde 125cc-eencilinders, nu MBA de ontwikkeling gestaakt had, Rotax alleen motorblokjes leverde en Derbi en Garelli weliswaar eencilinders ontwikkelden, maar alleen voor de fabrieksrijders. 

### Theo Timmer
Theo Timmer had tijdens de TT van Assen zijn afscheid al aangekondigd en sloot met deze race, waarin hij 16e werd, zijn carrière af.
1987 · 1988 · 2000 · 2001 · 2002 · 2003 · 2004 · 2005 · 2006 · 2007 · 2008 · 2009 · 2010 · 2011 · 2012 · 2020 · 2021 · 2022 · 2023 · 2024 · 2025